# So Into You
「So Into You」為2002年3月13日發行之日本歌手倖田來未4th單曲。

## 解說
1st原創專輯「affection」的先行單曲。
2007年發行的精選輯「BEST 〜BOUNCE & LOVERS〜」的附屬DVD收錄本曲的音樂錄影帶的short ver.。

## 發行版本
- CD ONLY

## 曲目
1. So Into You -Original Mix-
  - 作詞：倖田來未、作曲：阿部靖広
2. COLOR OF SOUL -Dub’s Guitar of Soul Remix-
  - 作詞：渡辺なつみ、作曲：渡辺未来
3. TAKE BACK -Blackwatch Remix-
  - 作詞：倖田來未、作曲編：菊池一仁
4. So Into You （Instrumental）